# Opisthocystis goettei
Opisthocystis goettei is een platworm (Platyhelminthes). De worm is tweeslachtig. De soort leeft in zoet water.
Het geslacht Opisthocystis, waarin de platworm wordt geplaatst, wordt tot de familie Polycystididae gerekend. De wetenschappelijke naam van de soort werd voor het eerst geldig gepubliceerd in 1906 door Bresslau.